# Merriam-Webster
Merriam-Webster, Inc. è una società statunitense che pubblica testi di consultazione e che è nota soprattutto per i suoi dizionari.
Nel 1828 George e Charles Merriam fondarono la società come G & C Merriam Co. a Springfield, Massachusetts. Nel 1843, dopo la morte di Noah Webster, l'azienda acquistò i diritti di An American Dictionary of the English Language e da allora tutti i dizionari Merriam-Webster adottano lo stile di questo testo. Nel 1964 Encyclopædia Britannica, Inc. acquistò Merriam-Webster, Inc. e la rese sua sussidiaria. La società adottò il nome attuale nel 1982.

## Storia

### Noah Webster
Nel 1806 Webster pubblicò il suo primo dizionario, A Compendious Dictionary of the English Language. Nel 1807 Webster cominciò un lavoro lungo due decenni di espansione della sua pubblicazione in un dizionario completo, An American Dictionary of the English Language. Per aiutarlo a rintracciare l'etimologia delle parole, Webster imparò 26 lingue. Webster sperava di standardizzare il linguaggio americano, poiché gli americani in diverse parti del paese scrivevano, pronunciavano e usavano parole in modo diverso.
Webster completò il suo dizionario durante il suo anno all'estero nel 1825 a Parigi e all'Università di Cambridge. Il suo libro conteneva 70.000 parole, di cui circa 12.000 non erano mai apparse in un dizionario prima di allora. Webster credeva che le regole dell'ortografia dell'inglese britannico fossero inutilmente complesse, e perciò il suo dizionario introdusse riforme ortografiche che oggi caratterizzano le grafie di certe parole in inglese americano, sostituendo ad esempio colour con color, waggon con wagon, e centre con center. Aggiunse anche nuove parole, tra cui skunk e squash, che non erano mai apparsi nei dizionari britannici. All'età di 70 anni, nel 1828, Webster pubblicò il suo dizionario; non fu un successo, e vendette solamente 2.500 copie, cosa che lo indebitò parecchio. Tuttavia, nel 1840, pubblicò la seconda edizione del dizionario in due volumi, ed ebbe un successo molto maggiore.

### Merriam come editore
Nel 1843, dopo la morte di Webster, George Merriam e Charles Merriam si assicurarono i diritti di pubblicazione e revisione dell'edizione 1840 del dizionario. Pubblicarono una revisione nel 1847, che non cambiò niente del testo principale ma semplicemente aggiunse nuove sezioni, e successivamente un secondo aggiornamento caratterizzato dall'aggiunta di illustrazioni nel 1859. Nel 1864, Merriam pubblicò un'edizione notevolmente ampliata, che fu la prima versione a cambiare il testo di Webster, riformando in gran parte il suo lavoro ma mantenendo molte delle sue definizioni e il titolo "An American Dictionary". Ciò diede inizio a una serie di estese integrazioni nel contenuto. Nel 1884 il dizionario conteneva 118.000 parole, "3000 in più di qualsiasi altro dizionario inglese".
Con l'edizione del 1890, il dizionario fu ribattezzato Webster's International. Fu vastamente ampliato nelle edizioni New Webster's International del 1909 e 1934, per un totale di oltre mezzo milione di parole. L'edizione del 1934 fu poi chiamata retrospettivamente Webster's Second International o semplicemente la seconda edizione del New International. 

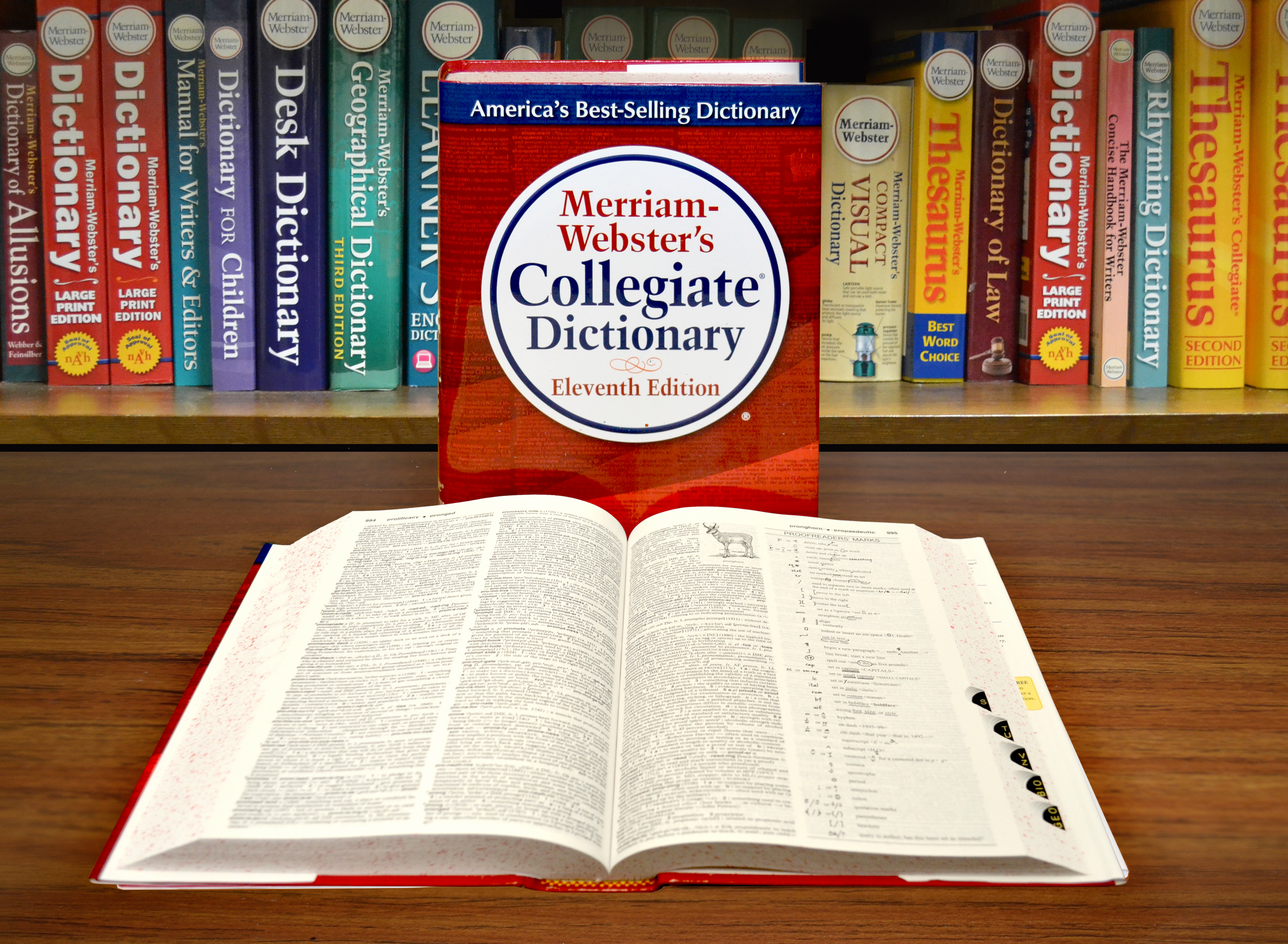
Merriam-Webster’s Collegiate Dictionary, undicesima edizione

Il Collegiate Dictionary fu introdotto nel 1898 e la serie è ora giunta alla sua undicesima edizione. A seguito della pubblicazione del Webster's International nel 1890, due edizioni Collegiate furono scritte fungendo da "riassunti" delle rispettive versioni integrali. Merriam revisionò nuovamente il dizionario con l'edizione Webster's Third New International  del 1961 sotto la direzione di Philip B. Gove, apportando cambiamenti che suscitarono alcune polemiche. Molte di queste modifiche riguardavano la formattazione, omettendo punteggiatura inutile o evitando frasi complete quando una frase era sufficiente. Altri cambiamenti, più controversi, segnalarono un passaggio dal prescrittivismo linguistico alla descrizione dell'inglese americano nel modo in cui era realmente utilizzato (descrittivismo linguistico).
Con la nona edizione, Webster's Ninth New Collegiate Dictionary, pubblicata nel 1983, il dizionario adottò delle modifiche che la distinsero come entità separata piuttosto che mero riassunto del Third New International (il cui testo principale è rimasto praticamente inedito dal 1961). Alcuni nomi propri furono riammessi all'elenco delle parole, inclusi i nomi dei cavalieri della Tavola Rotonda. La modifica più rilevante è stata l'inclusione della data della prima citazione nota di ogni parola, per documentarne l'ingresso nella lingua inglese. L'undicesima edizione, pubblicata nel 2003, comprende oltre 225.000 definizioni e oltre 165.000 voci. Questo dizionario è preferito come fonte "per questioni generali di ortografia" dal Chicago Manual of Style, che è seguito da molti editori di libri e riviste negli Stati Uniti. Il noto manuale afferma che normalmente opta per la prima ortografia elencata.
G. & C. Merriam Co. perse il diritto all'uso esclusivo del nome "Webster" dopo che una serie di azioni legali lo rese di dominio pubblico. Il nome della società fu cambiato in "Merriam-Webster, Incorporated", con la pubblicazione del Webster's Ninth New Collegiate Dictionary nel 1983. Pubblicazioni precedenti avevano usato "A Merriam-Webster Dictionary" come sottotitolo per molti anni.
Dagli anni '40, la società ha aggiunto al suo repertorio numerosi dizionari specializzati, ausili linguistici e altri testi dio consultazione. La società è sussidiaria di Encyclopædia Britannica, Inc. dal 1964.

## Servizi
Nel 1996 Merriam-Webster lanciò il suo primo sito web, il quale fornì l'accesso gratuito a un dizionario online e a un thesaurus.
Merriam-Webster ha anche pubblicato dizionari dei sinonimi e contrari, utilizzo dell'inglese (Merriam–Webster's Dictionary of English Usage), geografia (Merriam-Webster's Geographical Dictionary), biografia, nomi propri, termini medici, termini sportivi, gergo, spagnolo-inglese e numerosi altri. Pubblicazioni che non sono dizionari comprendono il Collegiate Thesaurus, il Secretarial Handbook, il Manual for Writers and Editors, il Collegiate Encyclopedia, l'Encyclopedia of Literature, e l'Encyclopedia of World Religions.
Il 16 febbraio 2007 Merriam-Webster annunciò il lancio di un dizionario mobile e di un servizio di thesaurus sviluppati con il provider di informazione mobile AskMeNow. I consumatori utilizzano il servizio per accedere a definizioni, ortografia e sinonimi tramite SMS. I servizi includono anche la Word of the Day ("parola del giorno") di Merriam-Webster e l'Open Dictionary, un servizio wiki che offre agli abbonati l'opportunità di creare e inviare le proprie nuove parole e definizioni.

## Guide di pronuncia
La società Merriam-Webster una volta utilizzava un set unico di simboli fonetici nei loro dizionari, volto ad aiutare le persone di diverse parti degli Stati Uniti a imparare a pronunciare le parole nello stesso modo di altre persone che parlavano con lo stesso accento o dialetto. Unicode supportava i simboli AFI, ma non supportava i simboli fonetici di Merriam-Webster. Quindi, per consentire l'accesso computerizzato alla pronuncia senza dover rielaborare tutti i dizionari con la notazione AFI, i servizi online di Merriam-Webster specificano la fonetica usando un insieme meno specifico di caratteri ASCII.